# Bundesstraße 520
De Bundesstraße 520 (kortweg B520) was een Duitse Bundesstraße in de deelstaat Hessen. De B520 vormde een verbinding tussen Balhorn (onderdeel van Bad Emstal) en de stad Kassel. Bij Kassel sloot de B520 onder andere aan op de A44.
In juli 2010 werd de B520 gedegradeerd tot Landesstraße, de L3215 (Landkreis Kassel) en de K36 (Stadt Kassel), omdat de A44 sinds het eind van de jaren zeventig parallel loopt aan de B520.

## Overzicht
Begin: Bad Emstal-Balhorn

Einde: Kassel

Districten: Landkreis Kassel, Stadt Kassel

## Geschiedenis
Het nummer B520 werd in de jaren 70 ingevoerd.
B1 · B3 · B7 · B8 · B9 · B10 · B26 · B27 · B35 · B37 · B38 · B39 · B40 · B41 · B42 · B43 · B43a · B44 · B45 · B47 · B48 · B49 · B50 · B51 · B52 · B53 · B54 · B55 · B55a · B56 · B56n · B57 · B58 · B59 · B61 · B62 · B63 · B64 · B65 · B66 · B66n · B67 · B68 · B70 · B80 · B83 · B84 · B219 · B220 · B221 · B223 · B224 · B225 · B226 · B227 · B228 · B229 · B230 · B231 · B233 · B234 · B235 · B236 · B237 · B238 · B239 · B241 · B249 · B250 · B251 · B252 · B253 · B254 · B255 · B256 · B257 · B258 · B259 · B260 · B261 · B262 · B263 · B264 · B265 · B266 · B267 · B268 · B269 · B270 · B271 · B272 · B274 · B275 · B277a · B278 · B279 · B284 · B288 · B323 · B324 · B326 · B327 · B399 · B400 · B403 · B405 · B406 · B407 · B409 · B410 · B411 · B412 · B413 · B414 · B416 · B417 · B418 · B419 · B420 · B421 · B422 · B423 · B424 · B426 · B427 · B428 · B429 · B448 · B449 · B450 · B451 · B452 · B453 · B454 · B455 · B456 · B457 · B458 · B459 · B460 · B469 · B473 · B474 · B475 · B476 · B477 · B478 · B479 · B480 · B481 · B482 · B483 · B484 · B485 · B486 · B487 · B488 · B489 · B499 · B504 · B506 · B507 · B508 · B509 · B510 · B511 · B513 · B514 · B515 · B516 · B517 · B519 · B520 · B521 · B525 · B528 · B611